# Фатальчук Володимир Дмитрович
Володи́мир Дми́трович Фатальчу́к  (нар. 8 червня 1903, Горохів — пом. 20 лютого 1981, Київ) — український радянський графік; член Спілки художників України. Чоловік художниці Ольги Юнак.

## Біографія
Народився 8 червня 1903 року в місті Горохові (тепер Волинська область, Україна). Його батько працював вчителем у місцевій школі. 1908 року їхня сім'я переїхала в Умань, де Володимир здобув середню освіту.
1923 року закінчив художньо-керамічну школу. У 1923—1929 роках навчався у Київському художньому інституті (викладачі Василь Касіян, Антін Середа, Іларіон Плещинський, Володимир Юнг, Софія Налепінська-Бойчук). 1929 року стажувався в Харківській хромолітографії імені Дзержинського.
Наприкінці 1940-х – початку 1950 рр. Творчий колектив книжкових графіків та  медальєрів у складі Володимира Фатальчука, його дружини – колишньої «бойчукістки» Ольги Юнак та Олексія Мельника плідно працювали із центральними радянськими видавництвами та музеями, передовими підприємствами УРСР , та  Ленінградським Монетним двором. Результатом цього співробітництва стали, зокрема, ілюстрації до «Кобзаря» Т.Г. Шевченка, а також ескізи та проекти ювілейних медалей та значків до 300-возз'єднання України з Росією та до 150-річчя від дня народження Т. Г. Шевченка,  популярних на міжнародній арені.
У роки Великої Вітчизняної війни 1941-45 рр. тисячними тиражами виходили друком та репродукувалися у пресі УРСР та СРСР плакати Фатальчука та Юнак загальнополітичного та воєнного  змісту. 
Справжніми  досягненнями  Володимира Фатальчука та Ольги Юнак у царині книжкової ілюстрації визнано  оформлення та низку гравюр до 4-томної «Антології української поезії», антології «Український драматичний театр», повістей Вольтера, збірки «Українські історичні пісні»,  ілюстрації до збірок віршів Павла Тичини (1949), Максима Рильського (1959) та Лесі Українки (1971), прозових творів Олександра Грибоєдова (1951) , Льва Толстого (1951), Миколи Гоголя (1959 та 1964),  Адама Міцкевича (1964), Григорія Квитки-Основ яненка  (1965), Натана Рибака (1953) та Івана Ле (1975), численні плакати на літературно – мистецькі теми. 
Окремим напрямком поліграфічної творчості подружжя стало оформлення нотних клавірів творів українських композиторів М. Скорульського (1964) та А. Кос-Анатольського (1968).
Трійця митців – Фатальчук, Юнак, Олійник – взяла участь у Всесоюзному конкурсі та кращий ескіз та штамп ювілейної медалі  до 300-річчя возз'єднання України з Росією у 1953 – 4 роках. Нажаль, відбіркова комісія не допустила до перемоги підготовчі матеріали київських митців, за політичними мотивами віддавши перевагу російськім конкурсантам. Проте їхній проект ювілейного  значка до цієї знаменної дати було затверджено та випущено масовим тиражем. Це відображено, зокрема, у №108 газети «Вечірній Київ» за 1954 рік (нарис «Емблеми ювілейної дати»)
В одному ряду з цією відомою роботою стоять доведені до виробництва та тиражування проекти ювілейної медалі до 150-річчя від дня народження Т. Г. Шевченка та сувенірного  футляру до ювілейної моделі фотоапарата «Київ», створеної на базі Київського заводу «Арсенал» з нагоди 40-річчя УРСР.
 З 1935 по 1979 роки подружжя Володимир Фатальчук – Ольга Юнак брала участь у республіканських, всесоюзних та міжнародних виставках, книжкової й промислової графіки та плакату. Роботи митців експонувалася на художніх форумах у Лецпцизі, Бухаресті, Празі, Брюсселі та Монреалі.
Нагороджений Грамотою Президії Верховної Ради УРСР та медаллю.
Жив у Києві, в будинку на вулиці Червоноармійській. Помер в Києві 20 лютого 1981 року. Похований в Києві.
Оригінальне поліграфічне та медальєрне  надбання митців зберігається, зокрема, у Державному Ермітажі у Санкт – Петербурзі  та Архіві-музеї літератури та мистецтва у Києві у спец фондах.

## Творчість
Працював в галузі книжкової графіки та плаката, медальєрного мистецтва разом з дружиною. Серед робіт:
плакати
- «Більшовицька віялка. Через суцільну колективізацію знищимо куркуля як клясу, перетворимо село старе на нове, соціалістичне» (1931);
- «Слава радянським партизанам…» (1944);
- «Прекрасна Україна — возз'єднана, єдина» (1945);

оформлення та ілюстрації до книжок
- «Українські народні казки» (1951);
- «Літопис великої дружби». Збірник (Київ, 1954);
- «Запорожець за Дунаєм» Семена Гулака Артемовського (клавір, 1954);
- «Антологія української поезії», томи 1— 4 (Київ, 1957; диплом на Всесоюзному конкурсі мистецтва книги в 1957 році);
- «Лісова пісня» Лесі Українки (1958; диплом на Всесоюзному конкурсі мистецтва книги в 1958 році);
- «Українська драматургія першої половини XIX століття» (1959);
- «Життя і творчість Тараса Шевченка» (1959);
- «Кобзар» Тараса Шевченка (1960; диплом на Всесоюзному конкурсі мистецтва книги в 1960 році);
- «Шевченко в образотворчому мистецтві» (1963;  диплом на Всесоюзному конкурсі мистецтва книги в 1963 році);
- тритомник «Українські народні пісні», 1—2 томи (Київ, 1964—1965);
- «Хмельницький» Івана Ле (1969);
- «Українські історичні пісні» (1976);
- «Кобзар» Тараса Шевченка (1980).

Автор ювілейних медалей та пам'ятних значків (1964—1970), зокрема ескізу медалі до 150-річчя від дня народження Тараса Шевченка (у співавторстві з Олексієм Олійником та Ольгою Юнак).
Брав участь у всеукраїнських виставках з 1935 року, всесоюзних з 1950 року, зарубіжних з 1958 року.